# معركة نيفل (1943)
كانت معركة نيفيل عملية عسكرية ناجحة قام بها الجيش الأحمر في منطقة بسكوف في غرب روسيا وفي شمال بيلاروسيا خلال الحرب العالمية الثانية، من 6 أكتوبر إلى 16 ديسمبر تقريبًا، على الرغم من استمرار القتال في المنطقة حتى العام الجديد.

## ما بعد المعركة
في 13 كانون الأول (ديسمبر)، هاجم جيش الحرس الحادي عشر الطرف الشمالي للجناح الثالث لجيش بانزر من ثلاث جهات، وفي غضون يومين كان قد أكمل تطويق فرقتين ألمانيتين في جيوب منفصلة. طلب راينهاردت الإذن باستعادة الجبهة ولكن تم رفضه طلبه حيث ظل هتلر مصممًا على سد الفجوة. بعد ذلك بيوم واحد، تم تطويق الفرقة الشمالية ولم يكن أمام راينهارت أي خيار سوى إصدار أمر بالاختراق الذي حدث في 16 ديسمبر بتكلفة 2000 جندي من 7000 جندي وجميع المدفعية والأسلحة الثقيلة والمركبات. في نفس اليوم، اعترف هتلر باستحالة إغلاق الأمور البارزة، وبذلك تنتهي هذه المرحلة من المعركة الشاملة.